# Episodi di Barnyard - Ritorno al cortile
Questa voce contiene la lista degli episodi della serie televisiva animata Barnyard - Ritorno al cortile.

## Stagioni

### Stagione 1
- Il buono, il cattivo e il moccioso/ Fuga dal cortile (The Good, the Bad, and the Snotty/ Escape from the Barnyard)
- L'uomo mucca e il ragazzo ratto/ Il migliore amico della mucca (Cowman and Ratboy/ Cow's Best Friend)
- Da maiale/ La mucca spaziale (Chez Pig/ The Right Cow)
- In soccorso della signora Beady/ Il contadino innamorato (Saving Ms. Beady/The Farmer Takes a Woman)
- Otis e l'ipnosi/ Peck è scomparso (Hypno a Go-Go/ Fowl Play)
- I giochi olimpici/ La guerra degli scherzi (Barnyard Games/ War of the Pranks)
- Luci, motore, muuu/ Animali contadini (Lights, Camera, Moo!/ Animal Farmers)
- Mucca scatenata/ La grande fuga (Raging Cow/ The Great Sheep Escape)
- Diretta dal cortile/ Il senso della vita (The Big Barnyard Broadcast/ Dead Cow Walking)
- La Stagione di Otis/ Una notte in gabbia (Otis Season/ Cows' Night Out)
- Animali da circo/ Il maiale reale (Big Top Barnyard/ Pigmalion)
- Una notte da star/ I signori Furetto (A Barn Day's Night/ Meet the Ferrets)
- Storia di due mocciosi/ Il nuovo cucciolo del moccioso (A Tale of Two Snottys/ Snotty's New Pet)
- Casa dolce tana/ La mamma di Otis (Home Sweet Hole/ Otis' Mom)
- Il circolo di Otis/ Le Cronache di Granarnia) (Club Otis/ The Chronicles of Barnia
- L'idolo del cortile/ Caccia al fantasma (Barnyard Idol/ The Haunting)
- Mammelle impavide/ Otis' Eleven (Brave Udders/ Otis' 11)
- Un Amore per Peck/ Otis contro Bigfoot (Pecky Suave/ Otis vs. Bigfoot)
- Acrobazie in volo/ A scuola con Otis (Top Cow/ School of Otis)
- Corsa elettrorale/ Freddy ventriloquo (Otis for Mayor/ Dummy and Dummier)
- Nei panni di una donna (Some Like It Snotty)
- Il ritorno dell'uomo mucca (Cowman: The Uddered Avenger)
- Il matrimonio di Pig/ La mucca sole (Pig Amok/ The Sun Cow)
- Alter ego canino/ Salvate i fasolari (Doggelganger/ Save the Clams)
- Louie il pazzo/ Cinque tate per il moccioso (Cowdyshack/ Adventures in Snotty Sitting)

### Stagione 2
- La festa da ballo di Selvaggio Mike/ Affare non concluso (Wild Mike's Dance Party/ Buyers Beware)
- Abby e Veronica/ Otis telegiornalista (Abby and Veronica/ Anchor Cow)
- Un fienile da ricostruire/ Il parco a tema (Bling My Barn/ Udderado)
- Cupig/ Happy Animal Fun Time
- Un compleanno da sogno/ Il capo dei castori (Dream Birthday/ Lord of the Beavers)
- Il piccolo Otis/ Animali in città (Little Otis/ Kids in the City)
- Moccioso e più moccioso/ Dr. Puledra lo psicologo (Snotty and Snottier/ Paging Dr. Filly)
- Fienili e manici di scopa/ Un robot malvagio (Barnyards and Broomsticks/ The Barn Buddy)
- Otis il cuoco/ La colla esplosiva (Iron Otis/ Too Good to be Glue)
- Il tesoro di Everett/ Faraone per un giorno (Everett's Treasure/ King Cud)
- Una balena fuor d'acqua/ Il compagno di Duke (Free Schmoozy /Man's Best Fiend)
- La partita di football/ La fidanzata di Freddy (Fumblebums /Endangered Liaisons)
- L'avventura di Halloween (Back at the Booyard)
- L'amico immaginario di Pig/ Tutti in prigione (Mr. Wiggleplix/ Chain Gang)
- Otis salva il natale (It's an Udderful Life)
- Spiamo Bessy/ Freddy il genio (Get Bessy/ A Beautiful Freddy)
- Peck Robotico/ La sorellina di Duke (RoboPeck/ Puppy Love)
- Avventura in sala giochi/ Un Otis da rodeo (Arcade of Doom/ Rodeotis)
- Un Pescegatto chiamato Eddie/ Beady e la bestia (A Catfish Called Eddie/ Beady and the Beasts)
- Missione: Salvare il Bigfoot/ La vacanza di Mrs. Beady (Mission: Save Bigfoot/ Mrs. Beady Takes a Holiday)
- La caccia al tesoro/ L'invasione dei cloni (Treasure Hunt/ Clonedemonium)
- Un'amore da somari/ Un padre ridicolo (Hickory Dickory Donkey/ Clown and Out)
- La mucca delle caverne/ Caccia al leprecauno (Clan of the Cave Cow/ Four Leaf Otis)
- Otis poliziotto/ Io e Plucky (Cop Cow/ Plucky and Me)
- Il difensore delle talpe/ Alieni!!! (Pig of the Mole People/ Aliens!!!)